# Черникова, Елена Вячеславовна
Еле́на Вячесла́вовна Че́рникова (род. 30 апреля 1960, Воронеж) — российский прозаик, драматург, публицист;   преподаватель высших учебных заведений; ведёт авторские мастер-классы по основам творческой деятельности. Лауреат премии «Университетская книга» (2010), автор учебных книг по творческой деятельности. Лауреат ряда литературных премий.[уточнить] Председатель и член жюри международных литературных и журналистских конкурсов.
Имеет награды профессионального литературного сообщества.

## Биография
Окончила Литературный институт имени А. М. Горького (1977−1982), работала в газете, на радио, телевидении.
- С 1982 года — первая работа на радио (сотрудничество с литературной редакцией Всесоюзного радио в качестве автора радиоинсценировок, программ по истории, поэзии и др.).
- Август 1983−ноябрь 1993 — корреспондент газеты «Московский литератор»[5].
- Ноябрь 1993−апрель 1999 — автор и ведущая программ на радио «Резонанс»[5].
- 1994−1996 — директор и менеджер по связям с общественностью телепрограммы о книгах «Exlibris» (телекомпания VID).
- 1999−2000 — заместитель главного редактора веб-журнала «Erfolg».
- С 1999 до апреля 2008 года — автор и ведущая программ в прямом эфире на «Народном Радио»[5]: «Российский университет», «Современники», «Школа».

Дипломант Всероссийского конкурса-премии «Хрустальная роза Виктора Розова» (2006) в номинации «Лучший телерадиоведущий России». Лауреат первой Премии «ДАНКО- 2024» Международного литературного фестиваля имени Максима Горького (сентябрь 2024)  .
Обладатель медалей «За вклад в отечественную культуру» (2006), «За доблестный труд», Ордена Серебряного Орла «За высоту творческих свершений» (2008). Член жюри международных литературных конкурсов.
Преподавала семь журналистских дисциплин в университете Натальи Нестеровой (2002−2010). Сотрудничала с Современной Гуманитарной Академией (дистанционное образование) как автор аудиокурсов по журналистскому мастерству.
Е. В. Черникова — автор официальных учебников и пособий для ВУЗов:
- «Основы творческой деятельности журналиста» — М.: Издательство: «Гардарики», 2005. — 287 с. — ISBN 5-8297-0241-X;
  - второе издание, исправленное и дополненное — М.: Издательство «Школа издательского и медиа бизнеса», 2012. — 414 с. — ISBN 978-5-416-00018-9
- «Литературная работа журналиста» — М.: Издательство «Гардарики», 2007.
- «Азбука журналиста» — М., 2009.
- «Грамматика журналистского мастерства» — М.: Издательство «Университетская книга», «Школа издательского и медиа бизнеса», 2011. — 240 с. — ISBN 978-5-9792-0031-6.

Последнее издание стало лауреатом V Международного конкурса «Университетская книга−2010» в номинации «Лучшее учебное издание по гуманитарным наукам». Биография включена в европейский каталог «Кто есть кто».
Произведения Е. В. Черниковой переведены на иностранные языки: английский, голландский, китайский, шведский, болгарский, португальский, испанский, итальянский, греческий и др. (см. "Избранные переводы"  ниже).
С 2009 по 2017 гг. работала преподавателем в Московском институте телевидения и радиовещания «Останкино» (МИТРО).
С 2011 года  руководитель проекта «Литературный клуб Елены Черниковой» в книжном магазине «Библио-Глобус» (Москва, Лубянка) .
Член Экспертного совета Международного конкурса «Слово года».
Заведует отделом прозы на Международном литературном портале Textura.
Ведёт авторский спецкурс по литературной работе переводчика на филологическом факультете СПбГУ.
Живёт в Москве. Замужем за доктором физико-математических наук, профессором Александром Константиновичем Петренко  (с 27 января 2023), заслуженным деятелем науки Российской Федерации. Ранее в браке: с поэтом, критиком, историком литературы Евгением Викторовичем Перемышлевым (1980-1984), переводчиком, журналистом Николаем Борисовичем Лопатенко (1985-1997), поэтом, прозаиком Ефимом Бершиным (2012-2022). Племянница и крестница Народного артиста РСФСР Вячеслава Овчинникова, композитора и дирижёра.

## Литературное творчество
Первая публикация - в сборнике издательства "Детская литература" «Кораблик» (М., 1975). Основные произведения: романы «Золотая ослица», «Скажи это Богу», «Зачем?», «Вишнёвый луч», «Вожделенные произведения луны», «Олег Ефремов: человек-театр» (ЖЗЛ), «ПандОмия», сборники «Любовные рассказы», «Посторожи моё дно», «Дом на Пресне», «По следам кисти», пьесы, а также учебники и пособия «Основы творческой деятельности журналиста», «Литературная работа журналиста», «Азбука журналиста», «Грамматика журналистского мастерства», «Литературная работа». Все книги многократно[сколько?] переизданы.
Составитель-редактор поэтических сборников «Поэты настоящего времени» (коллективный, 11 поэтов), «Тёмные Плеяды» (Александр Вишневой).

## Некоторые публицистические статьи
- Онемевшее поколение // «Литературная газета» № 12−13 (6112−6113) … апреля 2007 г.
- Самоубийственные новости // «Литературная газета» № 16 (6116) 18-24 апреля 2007 г.
- Стандартизация а ля барби // «Литературная газета» № 25 (6125) (20−26 июня 2007 г.)
- Виртуальные не-читатели // «Литературная газета» № 30 (6130)
- Аист без крыши // «Литературная газета» № 36 (6136)
- Музыка Вячеслава Овчинникова // журнал «Подъем» № 12, декабрь 2007, с. 138.
- Капля синдрома // «Литературная газета» № 14 (6166)
- Красная зависть, эмблема печали… // «Литературная газета» № 43 (6195)
- Словарь его любви // журнал «Симферополь» № 1, 2009
- Невидимый маятник // «Литературная газета» № 1 (6205)
- Прецедентная лингвистика. А чё? // «Литературная газета» № 37 (6241)
- По акварельному удостоверению // «Литературная газета» № 50 (6254)
- Макробы на радуснике  // «Октябрь» № 12 2012 г.
- Сундук в семнадцатом году
- Личное дело Иуды